# Stevan Vilotić
Stevan "Ćele" Vilotić (cirill betűkkel: Стеван "Ћеле" Вилотић; Szabács, 1925. szeptember 15. – Belgrád, 1989. június 27.) jugoszláv labdarúgó, edző.

## Életpályája
Stevan Vilotić 1925. szeptember 15-én született Szabács városában. Vezetőedzői pályája elején két időszakban is irányította a belgrádi Partizant, az 1967-1968-as, majd az 1969-1970-es szezonban. Munkássága azonban elsősorban nevelőedzői és pedagógusi pályája miatt maradt fenn, számos későbbi válogatott játékos pályafutását ő indította el. Dolgozott a híres jugoszláv aranygeneráció mellett is, amely 1987-ben aranyérmet nyert az ifjúsági világbajnokságon, többek közt Zvonimir Bobannal, Predrag Mijatovićcsal és Davor Šukerrel. 1977-ben és 1978-ban két rövid időszakban a jugoszláv válogatott szövetségi kapitánya is volt. Stevan Vilotic 1989. június 27-én, Belgrádban halt meg.  1993 óta tartják meg évente a róla elnevezett felkészülési tornát az U19-es korosztályos válogatottaknak.